# Delan Edwin
Delan Edwin (* 22. Juli 1996 in Castries) ist ein Leichtathlet aus St. Lucia, der sich auf den Sprint spezialisiert hat.

## Sportliche Laufbahn
Delan Edwin studiert an der Texas A&M University und sammelte 2022 erste Erfahrungen bei internationalen Meisterschaften, als er bei den Commonwealth Games in Birmingham mit 10,42 s in der ersten Runde im 100-Meter-Lauf ausschied und über 200 Meter mit 21,32 s im Halbfinale ausschied. Zudem belegte er mit der lucianischen 4-mal-100-Meter-Staffel in 40,17 s den fünften Platz. Im Jahr darauf schied er bei den Zentralamerika- und Karibikspielen in San Salvador in 21,01 s im Vorlauf über 200 Meter aus und auch bei den Panamerikanischen Spielen in Santiago de Chile im November verpasste er mit 21,62 s den Finaleinzug im 200-Meter-Lauf.
2021 wurde Edwin lucianischer Meister im 100- und 200-Meter-Lauf.

## Persönliche Bestzeiten
- 100 Meter: 10,34 s (+0,7 m/s), 26. Mai 2022 in Allendale
  - 60 Meter (Halle): 6,69 s, 21. Januar 2022 in Pittsburg
- 200 Meter: 20,54 s (+0,7 m/s), 4. Mai 2023 in Commerce
  - 200 Meter (Halle): 20,79 s, 26. Februar 2022 in Lubbock (lucianischer Rekord)